# Royal Rumble 2010
Royal Rumble 2010 è stata la ventitreesima edizione dell'omonimo pay-per-view prodotto annualmente dalla WWE. L'evento si è svolto il 31 gennaio 2010 alla Philips Arena di Atlanta (Georgia).
L'evento è stato acquistato da circa 490.000 persone, più di quelle che comprarono l'edizione dell'anno precedente (circa 450.000).

## Storyline
Come ogni anno si sarebbe tenuto il Royal Rumble match, il cui vincitore avrebbe poi ottenuto un incontro a WrestleMania XXVI per un titolo mondiale (il WWE Championship di Raw, il World Heavyweight Championship di SmackDown o l'ECW Championship della ECW) in base alla propria scelta.
Nella puntata di ECW del 15 dicembre 2009, la General Manager dello show, Tiffany, annunciò il torneo "ECW Homecoming", il cui vincitore sarebbe poi diventando il contendente n°1 dell'ECW Champion Christian. Nel primo turno furono disputati otto incontri singoli, dai quali si qualificarono Ezekiel Jackson (sconfiggendo Vladimir Kozlov), Kane (sconfiggendo Zack Ryder), Yoshi Tatsu (sconfiggendo Jack Swagger), Vance Archer (sconfiggendo Goldust), Matt Hardy (sconfiggendo Finlay), Evan Bourne (sconfiggendo Mike Knox), Shelton Benjamin (sconfiggendo Chavo Guerrero) e CM Punk (sconfiggendo Mark Henry). Nella puntata di ECW del 12 gennaio 2010, Ezekiel Jackson vinse un Battle Royal match che includeva tutti quelli che avevano vinto i loro rispettivi incontri nel primo turno, diventando così il primo sfidante al titolo di Christian. Un match tra Christian e Jackson con in palio l'ECW Championship fu quindi sancito per la Royal Rumble.

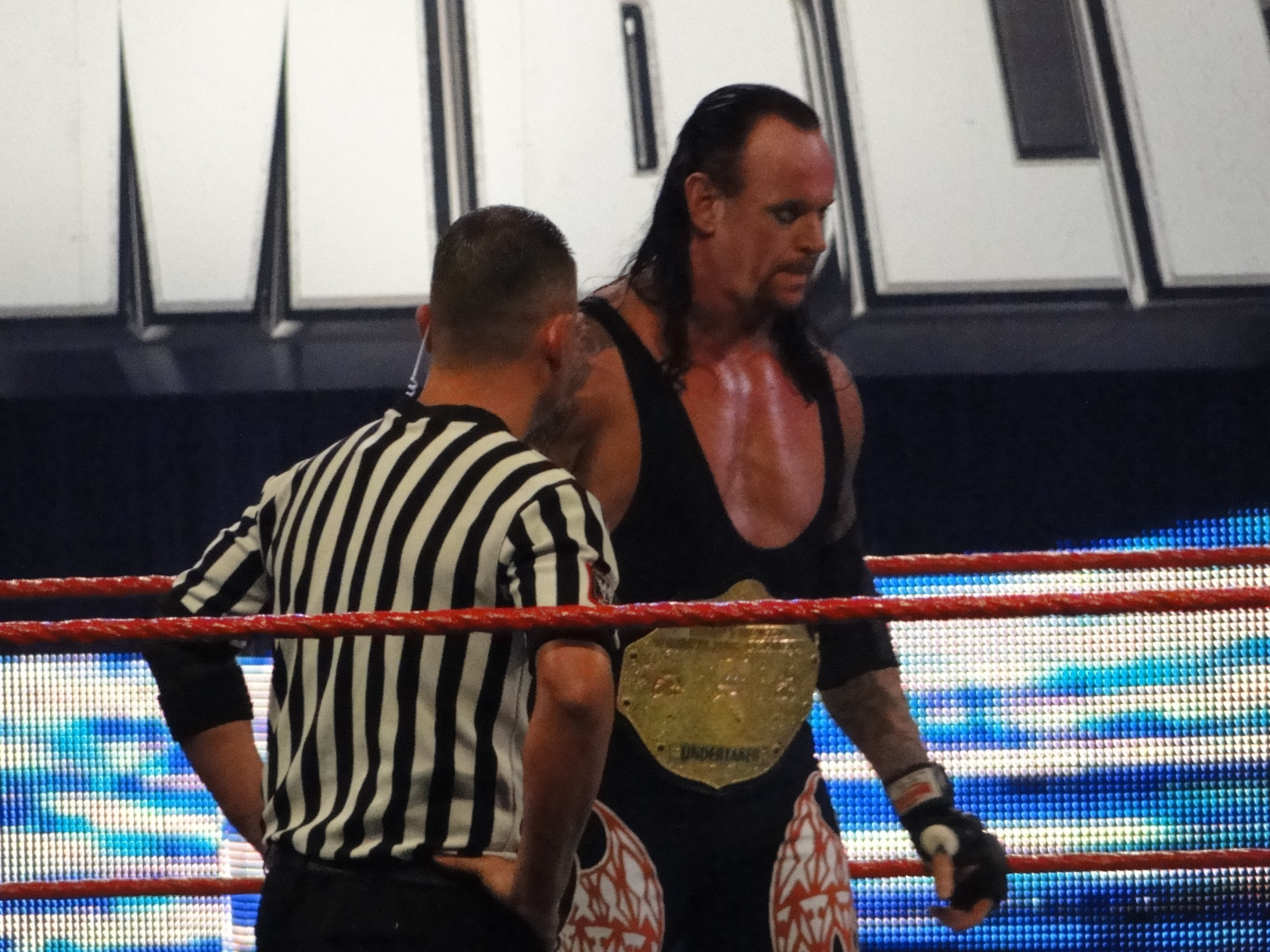
The Undertaker con il World Heavyweight Championship durante l'evento.

Nella puntata di SmackDown del 1º gennaio 2010, Il General Manager dello show, Theodore Long, sancì un Beat the Clock Challenge match per determinare lo sfidante del World Heavyweight Champion The Undertaker, a cui avrebbero partecipato CM Punk, Kane, Chris Jericho, Rey Mysterio, Dolph Ziggler, R-Truth, Matt Hardy e Batista. Più avanti, la sera stessa, Rey Mysterio vinse la sfida dopo aver sconfitto il proprio avversario, Chris Jericho, nel minor tempo generale possibile; tuttavia, nonostante avesse vinto, la consulente Vickie Guerrero annunciò un incontro tra Mysterio e Batista con in palio lo status di primo sfidante al titolo di The Undertaker poiché Mysterio stesso aveva continuato ad interferire durante il match tra R-Truth e Batista, costando a quest'ultimo la vittoria. Nella puntata di SmackDown del 7 gennaio, il match tra Mysterio e Batista terminò in no-contest, e quindi senza un vincitore di fatto, a causa dell'intervento di The Undertaker. Nella puntata di SmackDown del 15 gennaio Mysterio sconfisse infine Batista in uno Steel Cage match, diventando il definitivo contendente n°1 al titolo di The Undertaker. Un match tra The Undertaker e Mysterio con in palio il World Heavyweight Championship fu poi annunciato per la Royal Rumble.
Nella puntata di Raw dell'11 gennaio 2010, Randy Orton vinse un Triple Threat match contro John Cena e Kofi Kingston grazie all'aiuto della Legacy (Cody Rhodes e Ted DiBiase, Jr.), diventando così lo sfidante del WWE Champion Sheamus. Un match tra Sheamus e Orton con in palio il WWE Championship fu quindi sancito per la Royal Rumble.
Nella puntata di Raw del 4 gennaio 2010, Montel Vontavious Porter vinse un Fatal 4-Way Match che includeva anche Mark Henry, Carlito e Jack Swagger, diventando così il contendente n°1 dello United States Champion The Miz. Un match tra The Miz e MVP con in palio lo United States Championship fu dunque annunciato per la Royal Rumble.
Il 14 dicembre 2009, a TLC: Tables, Ladders & Chairs, Michelle McCool difese con successo il Women's Championship contro Mickie James. Nella puntata di SmackDown del 15 gennaio 2010, dopo che la McCool, insieme alla sua fedele amica Layla, aveva iniziato a prendere continuamente in giro la James, fu sancito un match tra la MCool e la James con in palio il titolo per la Royal Rumble.

## Risultati
| #    | Incontri | Stipulazioni                                       | Durata |
| ---- | --- | -------------------------------------------------- | ------ |
| Dark | Brie Bella, Nikki Bella, Eve Torres, Gail Kim e Kelly Kelly hanno sconfitto Alicia Fox, Jillian Hall, Katie Lea, Maryse e Natalya | Five-on-five tag team match                        | —      |
| 1    | Christian (c) ha sconfitto Ezekiel Jackson (con William Regal)                                                                    | Single match per l'ECW Championship                | 11:59  |
| 2    | The Miz (c) ha sconfitto Montel Vontavious Porter                                                                                 | Single match per il WWE United States Championship | 07:30  |
| 3    | Sheamus (c) ha sconfitto Randy Orton per squalifica                                                                               | Single match per il WWE Championship               | 12:24  |
| 4    | Mickie James ha sconfitto Michelle McCool (c) (con Layla)                                                                         | Single match per il WWE Women's Championship       | 00:20  |
| 5    | The Undertaker (c) ha sconfitto Rey Mysterio                                                                                      | Single match per il World Heavyweight Championship | 11:09  |
| 6    | Edge ha vinto eliminando per ultimo John Cena                                                                                     | Royal rumble match                                 | 49:24  |

## Royal rumble match

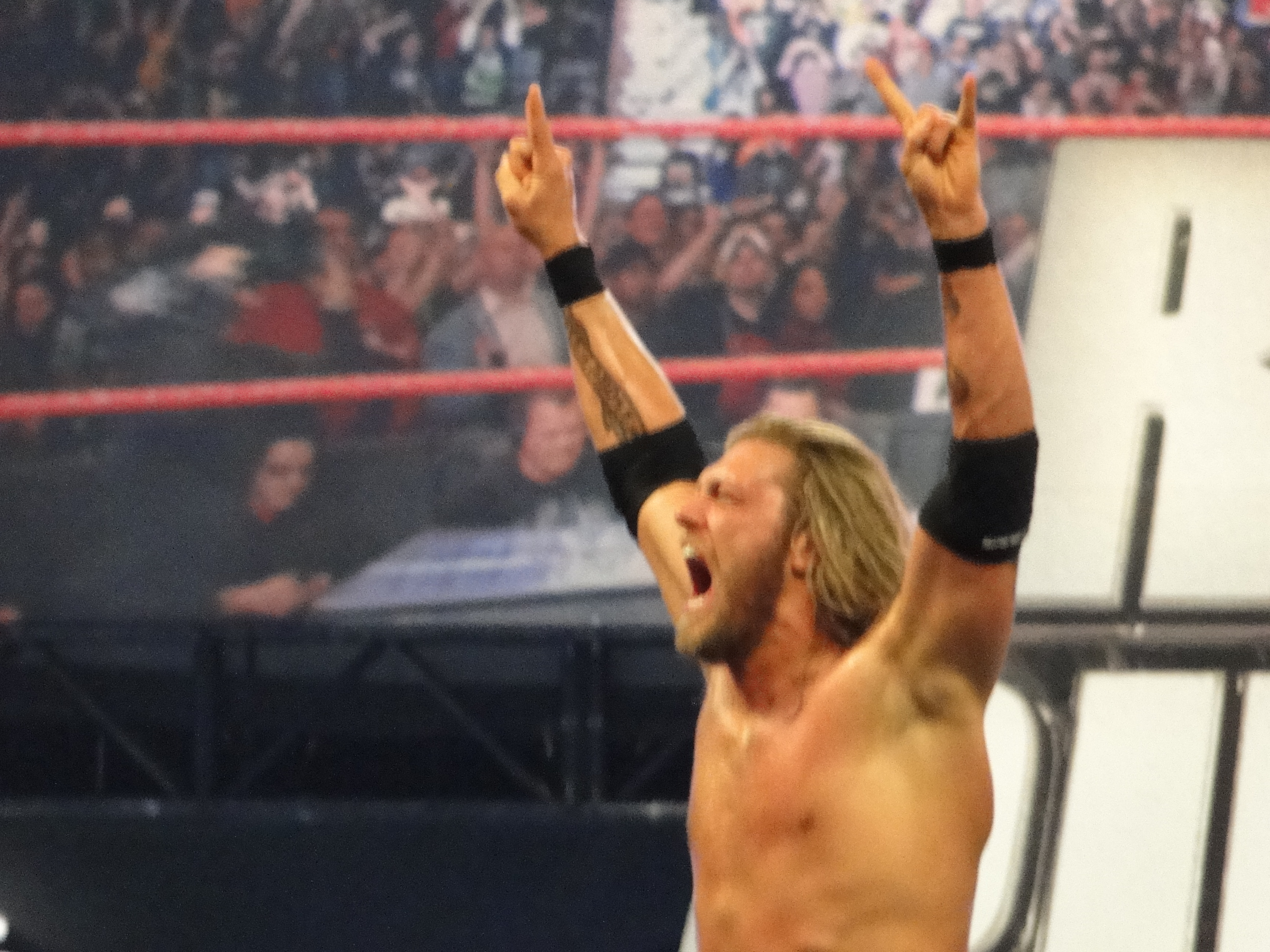
Edge, vincitore del royal rumble match

– Wrestler di Raw
     – Wrestler di SmackDown
     – Wrestler della ECW
     – Vincitore
| #   | Superstar        | Ordine | Eliminato da              | Tempo | N° eliminazioni |
| --- | ---------------- | ------ | ------------------------- | ----- | --------------- |
| 1°  | Dolph Ziggler    | 2°     | CM Punk                   | 02:29 | 0               |
| 2°  | Evan Bourne      | 1°     | CM Punk                   | 02:26 | 0               |
| 3°  | CM Punk          | 7°     | Triple H                  | 10:04 | 5               |
| 4°  | JTG              | 3°     | CM Punk                   | 00:25 | 0               |
| 5°  | The Great Khali  | 4°     | Beth Phoenix              | 01:39 | 0               |
| 6°  | Beth Phoenix     | 5°     | CM Punk                   | 01:37 | 1               |
| 7°  | Zack Ryder       | 6°     | CM Punk                   | 00:32 | 0               |
| 8°  | Triple H         | 17°    | Shawn Michaels            | 17:51 | 3               |
| 9°  | Drew McIntyre    | 16°    | Shawn Michaels e Triple H | 14:43 | 0               |
| 10° | Ted DiBiase Jr.  | 14°    | Shawn Michaels            | 12:40 | 0               |
| 11° | John Morrison    | 15°    | Shawn Michaels            | 11:37 | 0               |
| 12° | Kane             | 11°    | Triple H                  | 07:59 | 1               |
| 13° | Cody Rhodes      | 13°    | Shawn Michaels            | 07:54 | 0               |
| 14° | MVP              | 9°     | Sé stesso                 | 00:07 | 1               |
| 15° | Carlito          | 12°    | Shawn Michaels            | 04:34 | 0               |
| 16° | The Miz          | 8°     | Montel Vontavious Porter  | 00:17 | 0               |
| 17° | Matt Hardy       | 10°    | Kane                      | 00:20 | 0               |
| 18° | Shawn Michaels   | 27°    | Batista                   | 20:45 | 6               |
| 19° | John Cena        | 29°    | Edge                      | 22:11 | 4               |
| 20° | Shelton Benjamin | 18°    | John Cena                 | 00:48 | 0               |
| 21° | Yoshi Tatsu      | 19°    | John Cena                 | 00:29 | 0               |
| 22° | Big Show         | 22°    | R-Truth                   | 04:04 | 1               |
| 23° | Mark Henry       | 21°    | R-Truth                   | 02:24 | 0               |
| 24° | Chris Masters    | 20°    | Big Show                  | 00:29 | 0               |
| 25° | R-Truth          | 24°    | Kofi Kingston             | 04:09 | 2               |
| 26° | Jack Swagger     | 23°    | Kofi Kingston             | 02:06 | 0               |
| 27° | Kofi Kingston    | 25°    | John Cena                 | 02:51 | 2               |
| 28° | Chris Jericho    | 26°    | Edge                      | 02:24 | 0               |
| 29° | Edge             | —      | Vincitore                 | 07:19 | 2               |
| 30° | Batista          | 28°    | John Cena                 | 05:24 | 1               |